# Chariobas cylindraceus
Espèce
Chariobas cylindraceus est une espèce d'araignées aranéomorphes de la famille des Zodariidae.

## Distribution
Cette espèce se rencontre en Côte d'Ivoire, au Gabon, au Congo-Kinshasa, en Tanzanie, en Angola et en Afrique du Sud.

## Description
Le juvénile holotype mesure 5,5 mm.
Le mâle décrit par Jocqué en 1991 mesure 6,08 mm et la femelle 8,41 mm.

## Systématique et taxinomie
Cette espèce a été décrite par Simon en 1893.

## Publication originale
- Simon, 1893 : « Études arachnologiques. 25e Mémoire. XL. Descriptions d'espèces et de genres nouveaux de l'ordre des Araneae. » Annales de la Société Entomologique de France, vol. 62, p. 299-330 (texte intégral).